# Platygaster subplana
Platygaster subplana är en stekelart som beskrevs av Peter Neerup Buhl 2005. Platygaster subplana ingår i släktet Platygaster och familjen gallmyggesteklar. Inga underarter finns listade i Catalogue of Life.